# أوليف ماي
أوليف ماي (بالإنجليزية: Olive May) هي ممثلة أمريكية، ولدت في 17 نوفمبر 1871، وتوفيت في 17 يوليو 1938 في بيفرلي هيلز في الولايات المتحدة.

## وصلات خارجية
- أوليف ماي على موقع قاعدة بيانات برودواي على الإنترنت (الإنجليزية)